# سر حد (ألقورات)
سر حد (بالفارسية: سرحد) هي مستوطنة تقع في إيران في قسم ألقورات الريفي. يقدر عدد سكانها بـ 173 نسمة .